# John Swinney
John Ramsay Swinney (Edimburgo, Escocia, 13 de abril de 1964) es un político británico que actualmente sirve Ministro principal de Escocia y como líder del Partido Nacional Escocés desde 2024, este último cargo que ocupó anteriormente desde de 2000 a 2004. Fue vice primer ministro de Escocia de 2014 a 2023 y ocupó varios cargos en el gabinete escocés bajo los primeros ministros Alex Salmond y Nicola Sturgeon de 2007 a 2023. Swinney se ha desempeñado como  miembro del Parlamento Escocés desde 1999.
Swinney nació en Edimburgo y se graduó en la Universidad de Edimburgo. Se unió al Partido Nacional Escocés en 1979, a la edad de 15 años y fue director de planificación estratégica en Scottish Amicable Life Assurance de 1992 a 1997.